# بهینه‌سازی مخروطی
بهینه‌سازی مخروطی شاخه‌ای از بهینه‌سازی محدب است که هدف آن کمینه کردن توابع محدب در فضای مشترک زیر فضاهای همگَر و مخروطهای محدب است. بهینه‌سازی مخروطی شامل برخی از نمونه‌های شناخته شده مسائل بهینه‌سازی محدب می‌شود، مسائلی مانند برنامه‌نویسی خطی و برنامه‌ریزی نیمه‌معین.

## تعریف
با توجه به یک فضای بردار حقیقی {\displaystyle X}، و یک تابع محدب با مقادیر حقیقی {\displaystyle f:C\to \mathbb {R} } که برای مخروط محدب {\displaystyle C\subset X} تعریف شده‌است و یک زیرفضای همگر {\displaystyle {\mathcal {H}}} که با محدودیت‌های {\displaystyle h_{i}(x)=0\ } مشخص می‌شود، یک مسئله بهینه‌سازی مخروطی پیداکردن یک نقط {\displaystyle x} در {\displaystyle C\cap {\mathcal {H}}} است به گونه‌ای که تابع {\displaystyle f(x)} را کمینه کند.
مثالهای مخروط {\displaystyle C} شامل متعامد کنجِ {\displaystyle \mathbb {R} _{+}^{n}=\left\{x\in \mathbb {R} ^{n}:\,x\geq \mathbf {0} \right\}}، ماتریسهای مثبت معین {\displaystyle \mathbb {S} _{+}^{n}} و مخروط‌های درجه دومِ {\displaystyle \left\{(x,t)\in \mathbb {R} ^{n}\times \mathbb {R} :\lVert x\rVert \leq t\right\}} می‌شود. تابع {\displaystyle f\ } معمولاً خطی است که باعث می‌شود مسئله بهینه‌سازی مخروطی به برنامه‌ریزی خطی، برنامه‌ریزی نیمه‌معین، یا برنامه‌ریزی مخروطی درجه دوم تقلیل پیدا کند.

## دوگانگی
بعضی موارد خاص مسائل بهینه‌سازی مخروطی، فرمت دوگانه مشخصی دارند.

### مخروطی LP
دوگانه برنامه خطی مخروطی
minimize {\displaystyle c^{T}x\ }
subject to {\displaystyle Ax=b,x\in C\ }
برابر است با
maximize {\displaystyle b^{T}y\ }
subject to {\displaystyle A^{T}y+s=c,s\in C^{*}\ }
در اینجا {\displaystyle C^{*}} دوگانه مخروط {\displaystyle C} است.
در حالتی که دوگانگی ضعیف در برنامه‌نویسی خطی مخروطی وجود دارد، دوگانگی قوی لزوماً برقرار نیست.

### بهینه‌سازی نیمه معین
دوگانه یک مسئله بهینه‌سازی نیمه معین در شکل نابرابری پایین
minimize {\displaystyle c^{T}x\ }
مشروط بر اینکه {\displaystyle x_{1}F_{1}+\cdots +x_{n}F_{n}+G\leq 0} باشد.
برابر است با
maximize {\displaystyle \mathrm {tr} \ (GZ)\ }
مشروط بر اینکه {\displaystyle \mathrm {tr} \ (F_{i}Z)+c_{i}=0,\quad i=1,\dots ,n} و {\displaystyle Z\geq 0} باشد.